# Volo Ansett New Zealand 703
Il Volo Ansett New Zealand 703 era un volo di linea operato da Ansett New Zealand che collegava l'aeroporto di Auckland con quello di Palmerston North. Il 9 giugno 1995, il de Havilland Canada Dash 8 che operava su questa rotta si schiantò su un terreno collinare nei Tararua Ranges, 16 km a est dell'aeroporto di Palmerston North, durante l'avvicinamento. L'aereo trasportava 18 passeggeri e tre membri dell'equipaggio. Quasi tutti i passeggeri erano cittadini neozelandesi tranne un cittadino degli Stati Uniti. L'assistente di volo e tre passeggeri sono morti nell'incidente.
Durante l'avvicinamento strumentale in condizioni meteorologiche avverse, il carrello di atterraggio principale destro dell'aereo non è riuscito ad estendersi e il capitano ha deciso di continuare l'avvicinamento mentre il primo ufficiale eseguiva la procedura di estensione alternativa. Distratto dal tentativo del primo ufficiale di abbassare la marcia, il capitano ha permesso all'aereo di deviare dal profilo verso la catena montuosa Tararua. Per ragioni sconosciute, il Ground Proximity Warning System ha suonato con un preavviso insufficiente per consentire ai piloti di evitare l'incidente.

## L'aereo e l'equipaggio
Il velivolo, registrato ZK-NEY, era un de Havilland Canada DHC-8 Dash 8, prodotto in Canada nel 1986. Aveva accumulato 22.154 ore di volo e 24.976 cicli di volo. Il Dash 8 è un aereo turboelica ad ala alta, con il carrello di atterraggio principale situato sotto e retrattile nella gondola motore. Di conseguenza, il carrello di atterraggio principale è facilmente visibile dalla cabina passeggeri.
Il comandante era il 40enne Garry Norman Sotheran, che aveva 7.765 ore di volo, di cui 273 sul Dash 8. Il primo ufficiale era il 33enne Barry Brown, con 6.460 ore di volo, di cui 341 sul Dash 8. L'assistente di volo era Karen Anne Gallagher, 31 anni, di Christchurch.

## L'incidente
Il volo 703 è decollato dall'Aeroporto di Auckland alle 08:17 con a bordo 18 passeggeri e tre membri dell'equipaggio. Avvicinandosi alla sua destinazione, l'Aeroporto di Palmerston North, i piloti sono stati informati su un approccio strumentale VOR/DME preferito alla pista 07, con un avvicinamento circolare alla pista 25, se necessario. All'epoca, l'aeroporto di Palmerston North segnalava venti a 290 gradi (ovest-nord-ovest) da 10 a 20 nodi (da 19 a 37 km/h; da 12 a 23 mph), che indicavano la pista 25 come pista preferita. La visibilità è stata segnalata a 20 chilometri (12 mi) riducendosi a 5 chilometri (3 mi), con poche nuvole (2 okta) a 800 piedi (240 m), nuvole sparse (4 okta) a 1.200 piedi (370 m) e interruzioni nuvola (6 okta) a 2.500 piedi (760 m).

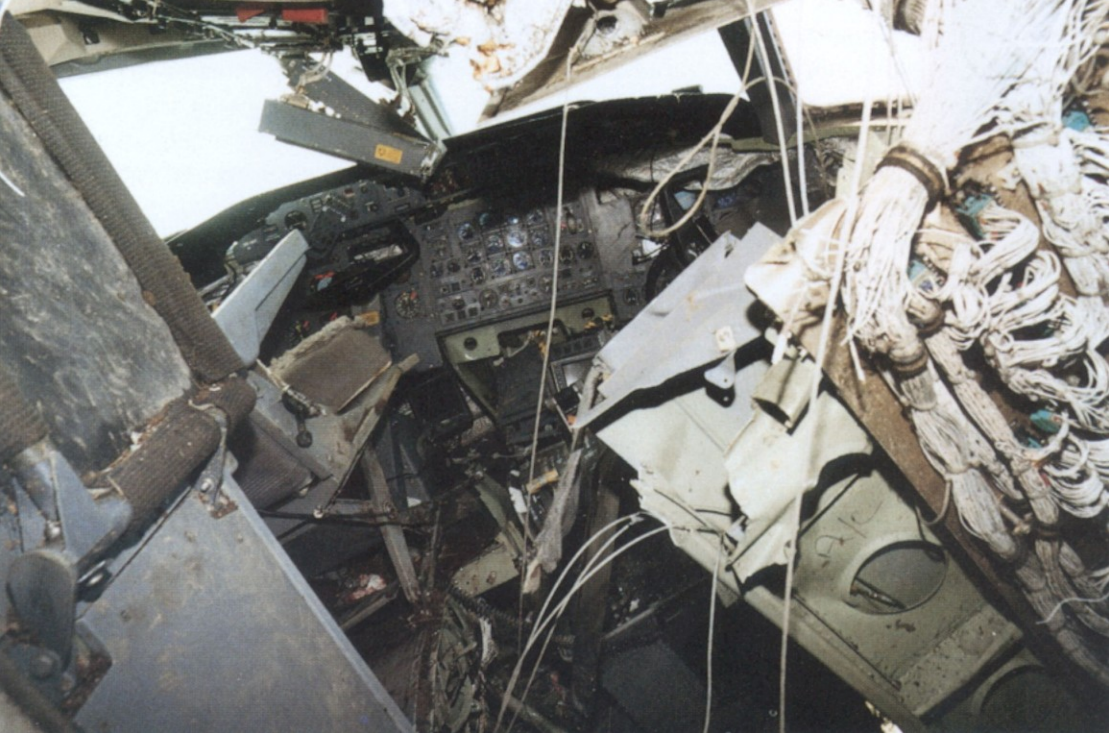
La cabina di pilotaggio del volo 703 dopo l'incidente

A causa del traffico in partenza, il controllo del traffico aereo ha negato l'avvicinamento alla pista 07 e ha invece autorizzato il volo 703 per l'avvicinamento VOR/DME alla pista 25. Mentre l'avvicinamento alla pista 07 vedrebbe l'aereo avvicinarsi a Palmerston North sulle relativamente pianeggianti Manawatū Plains, la pista 25 porterebbe invece l'aereo su un arco di 14 miglia nautiche (26 km; 16 mi) fino a vicino a Woodville, dove intercetterebbe il percorso di avvicinamento finale nella pista 25 e scenderebbe sulla catena montuosa Tararua settentrionale.
Poco prima di una svolta a destra che avrebbe portato l'aereo in avvicinamento finale alla pista 25, il carrello di atterraggio destro non era riuscito a estendersi completamente. Quindi, il copilota aveva iniziato ad estenderlo manualmente utilizzando una pompa idraulica. Le impostazioni di potenza del velivolo erano già state ridotte a Flight Idle, il che era normale, ma il velivolo scese troppo verso il terreno ondulato che portava a Palmerston North. L'impatto iniziale con il terreno si verificò a 388 metri sul livello del mare. Normalmente, l'aereo avrebbe dovuto essere a 810 metri sul livello del mare.
Sebbene il sistema di allarme di prossimità al suolo (GPWS) del volo 703 avesse emesso un allarme 4 secondi prima che l'aereo toccasse il suolo, l'equipaggio non fu in grado di evitare l'incidente. Secondo il rapporto della Transport Accident Investigation Commission (TAIC), un allarme acustico che diceva all'equipaggio di salire avrebbe dovuto suonare 17 secondi prima dell'impatto, ma il GPWS malfunzionò, per ragioni che non sono mai state determinate. Nel 2001 fu condotta un'indagine della polizia neozelandese per stabilire se una chiamata con il cellulare dall'aereo potesse o meno aver interferito con il sistema, ma con risultati negativi.

## Luogo dello schianto

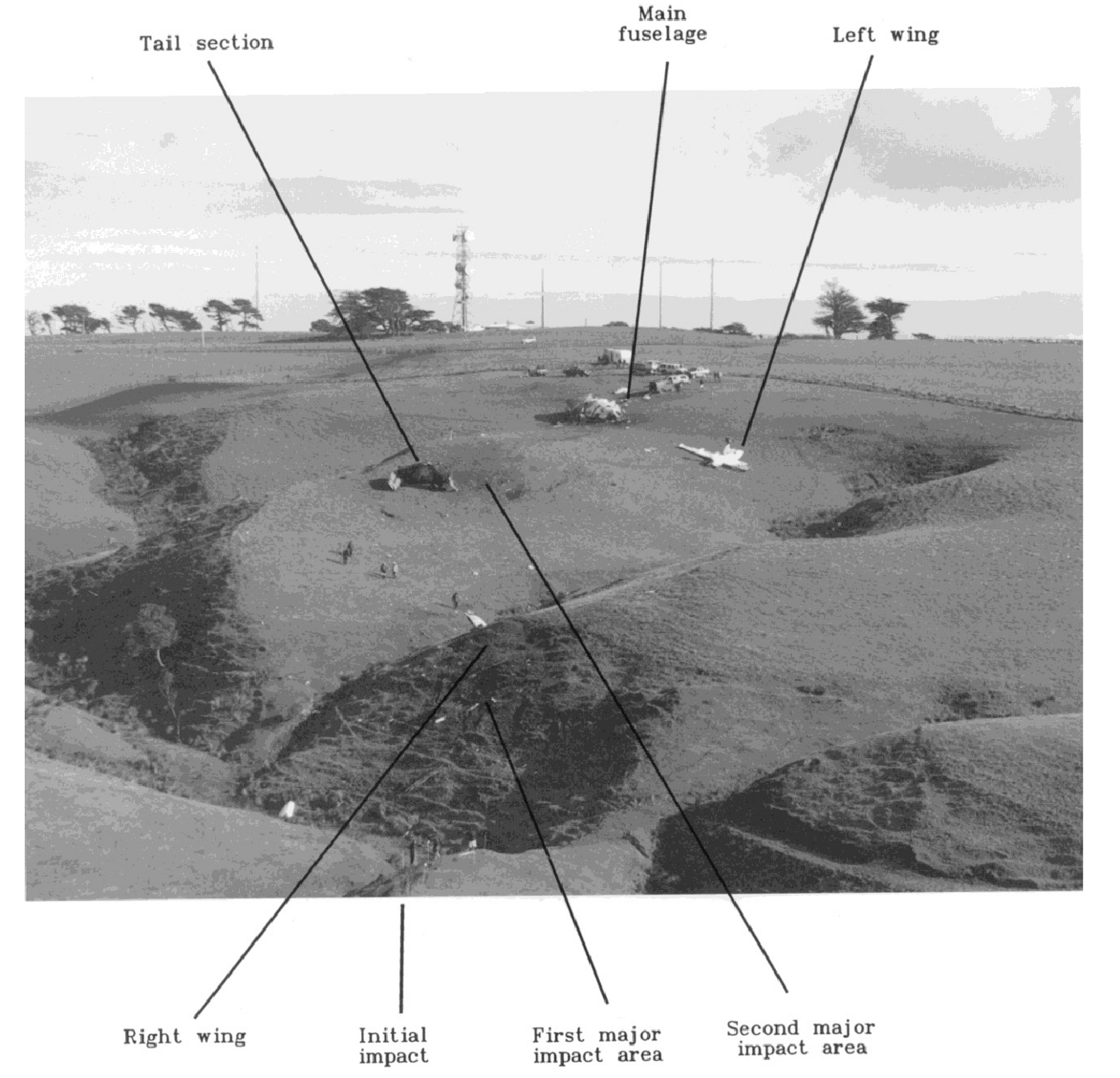
Vista generale del luogo dell'incidente del volo 703.

Il volo 703 si schiantò sulla cima di una collina e si divise in 3 grandi parti scivolando da essa, uccidendo all'istante l'assistente di volo. Il passeggero Reginald John Dixon cercò di liberare altri 2 occupanti intrappolati vicino alla radice dell'ala mentre il relitto prendeva fuoco. Non riuscì a liberarli e un incendio improvviso lo avvolse. Morì per le ferite riportate 2 settimane dopo. Così morirono anche gli altri 2 passeggeri che cercò di salvare, mentre molti altri subirono parecchie ferite.
Per il suo coraggio in una situazione pericolosa, Dixon ricevette la Croce della Nuova Zelanda, il più alto riconoscimento della Nuova Zelanda per il coraggio di un civile.

## Le indagini

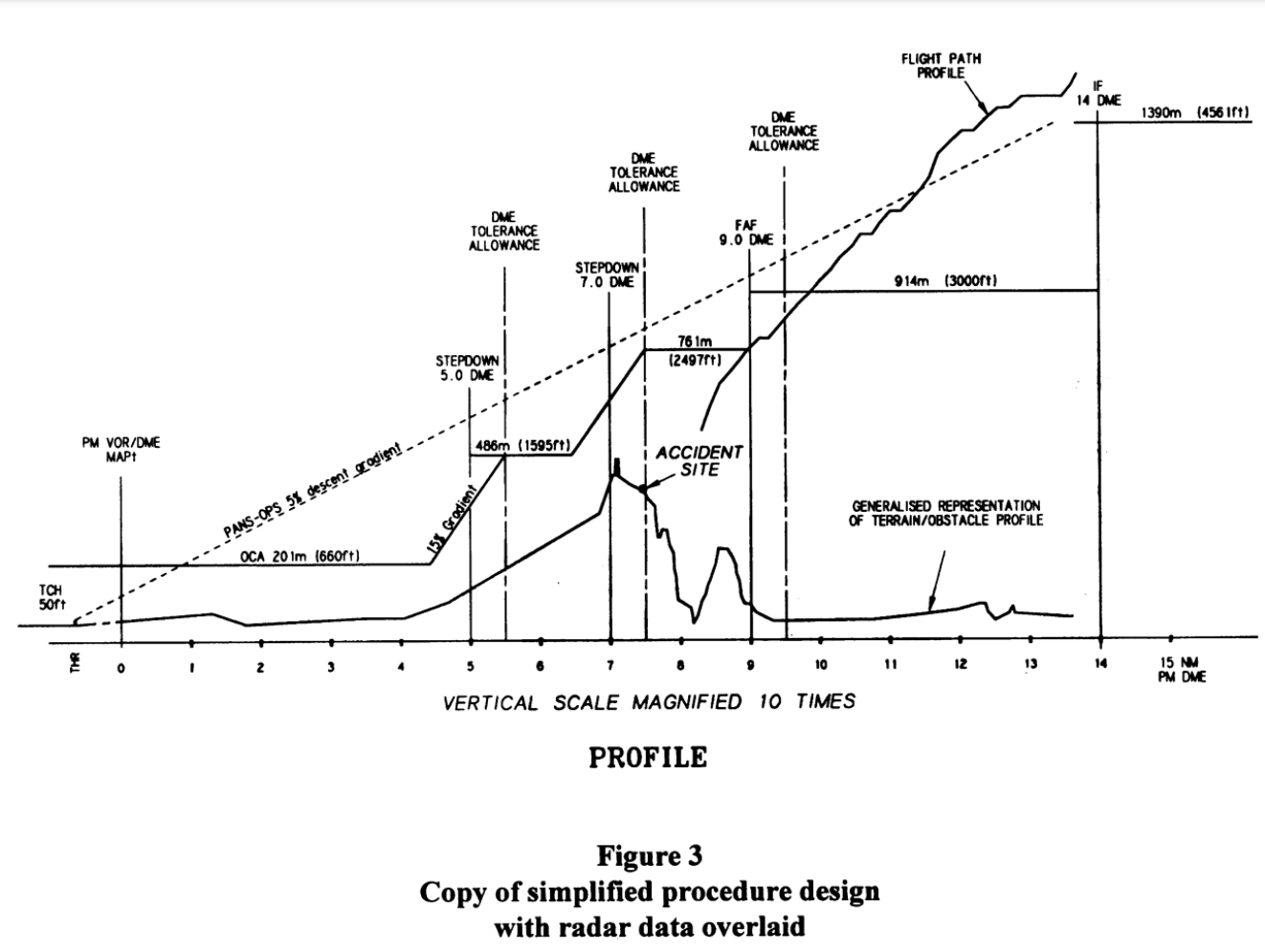
Grafico dell'altitudine del volo 703

La Transport Accident Investigation Commission (TAIC) ha pubblicato il suo rapporto finale sull'incidente del volo 703 il 4 luglio 1997. Ha concluso che i fattori causali dell'incidente erano:
- Il Capitano non si è assicurato che l'aeromobile intercettasse e mantenesse il profilo di avvicinamento durante L'esecuzione dell'avvicinamento strumentale non di precisione
- La perseveranza del Capitano nella decisione di abbassare il carrello senza interrompere l'avvicinamento strumentale
- La distrazione del Capitano dal compito principale di far volare l'aereo in sicurezza durante gli sforzi del Primo Ufficiale per correggere un malfunzionamento del carrello
- Il Primo Ufficiale non esegue una procedura del Manuale di consultazione rapida nella sequenza corretta
- La brevità dell'avviso del sistema di allarme di prossimità al suolo.

### Guasto nel bloccaggio del carrello di atterraggio
Quando il carrello di atterraggio viene retratto su un Dash 8, un rullo su ciascuna gamba del carrello di atterraggio principale si innesta con il fermo di sollevamento, mantenendo il carrello in posizione retratta senza bisogno di potenza idraulica. Quando i piloti abbassano la leva del carrello di atterraggio, un attuatore idraulico aziona il fermo di sollevamento per disimpegnare il rullo e il carrello viene esteso da una combinazione di gravità e idraulica. Se l'ingranaggio non si abbassa, il fermo di sollevamento può essere azionato meccanicamente tirando la maniglia di rilascio dell'ingranaggio principale alternativo nella cabina di pilotaggio, mentre una pompa idraulica manuale aziona un sistema idraulico alternativo per assistere nell'abbassamento dell'ingranaggio.
Nel corso del tempo, il dispositivo di chiusura si usurerebbe a causa del contatto ripetuto con il rullo. Se il fermo è usurato o il rullo non è adeguatamente lubrificato, il rullo potrebbe incastrarsi nel fermo e il bloccaggio non rilascerebbe il carrello di atterraggio. Il produttore di aeromobili De Havilland aveva emesso diversi bollettini di servizio riguardanti il rischio di "bloccaggi" degli ingranaggi e, nell'agosto 1992, aveva introdotto un gruppo attuatore di sollevamento riprogettato per ridurre al minimo i guasti. Nell'ottobre 1994, de Havilland emise un messaggio per tutti gli operatori in cui parlava di un blocco su un altro Dash 8 a causa di un rullo grippato. In questo caso, per azionare il bloccaggio sono stati necessari una forza maggiore e tiri ripetuti sulla maniglia di rilascio dell'ingranaggio principale alternativo.
L'aereo dell'incidente, ZK-NEY, e l'aereo gemello ZK-NEZ avevano subito quindici incidenti dalla loro introduzione nel 1987, quando un carrello di atterraggio principale non si sganciò o si sganciò lentamente. In tutti i casi tranne tre, gli incidenti hanno coinvolto l'ingranaggio principale sinistro. Ansett New Zealand ha adattato l'uplock riprogettato all'ingranaggio principale sinistro di NEY il 16 aprile 1995. Al momento dell'incidente, Ansett era in attesa della consegna delle parti necessarie per aggiornare l'ingranaggio principale destro.

### Possibile malfunzionamento del radar altimetro
Secondo il rapporto TAIC, un allarme audio che diceva all'equipaggio di salire sull'aereo avrebbe dovuto suonare 17 secondi prima dell'impatto, ma il GPWS non ha funzionato correttamente, per ragioni che non sono mai state determinate. Nel 2001 la polizia neozelandese ha condotto un'indagine per verificare se una chiamata di cellulare dall'aereo potesse o meno aver interferito con il sistema. Il rapporto ufficiale sull'incidente menziona quanto segue a pagina 69:
Uno studio successivo del relitto del volo 703 ha rivelato che le antenne per l'altimetro radar (che invia un segnale al GPWS indicando quanto si trova l'aereo dal suolo) erano state verniciate e questo probabilmente ha ridotto la capacità del GPWS di fornire un allarme tempestivo, sebbene commenti successivi del TAIC insistessero sul fatto che la vernice non bloccava né rifletteva i segnali. Sulle antenne dell'altimetro radar è chiaramente impressa la scritta "non dipingere", un avvertimento che non è stato ascoltato. I test al banco dell'altimetro radar hanno dimostrato che l'unità funzionava ancora perfettamente dopo il recupero dai rottami.
La difesa del capitano era che 4,5 secondi prima dell'impatto il display dell'altimetro del radar si è ribaltato di 1.000 piedi di altitudine mentre guardava.

## Conseguenze
Al momento dell'incidente, la Nuova Zelanda non aveva adottato la sezione 5.12 dell'allegato 13 della Convenzione sull'aviazione civile internazionale, che rendeva inammissibili nei procedimenti penali le prove raccolte nell'ambito di un'indagine su un incidente. Nell'ambito dell'indagine penale, la polizia ha richiesto al TAIC il nastro originale del registratore vocale della cabina di pilotaggio. Dopo che il TAIC ha rifiutato, la polizia ha chiesto un'ordinanza dell'Alta Corte per procurarsi il nastro, cosa che è stata negata sulla base dell'inammissibilità del CVR in tribunale. La polizia ha fatto appello alla Corte d'Appello, che ha annullato la sentenza dell'Alta Corte e ha ritenuto che la polizia avesse il diritto di procurarsi il nastro e di renderlo ammissibile. In risposta, il Parlamento ha approvato la legge di modifica del 1999 della Commissione investigativa sugli incidenti di trasporto per attuare la sezione 5.12 dell'allegato 13. La legge di modifica è entrata in vigore il 10 settembre 1999, ma si è applicata solo a incidenti e inconvenienti a partire da tale data.

## Nella cultura di massa
Il volo Ansett New Zealand 703 è stato analizzato nell'ottavo episodio della 21ª stagione dello show Indagini ad alta quota, intitolato "Vita al limite".